# Johannes Strolz
Johannes Strolz (Bludenz, 12 settembre 1992) è uno sciatore alpino austriaco, campione olimpico nella combinata ai XXIV Giochi olimpici invernali di Pechino 2022.

## Biografia
Originario di Warth e figlio di Hubert, a sua volta sciatore alpino, Strolz, attivo in gare FIS dal dicembre del 2007, ha esordito in Coppa Europa il 5 dicembre 2011 a Trysil in slalom gigante (44º) e in Coppa del Mondo il 14 dicembre 2013 a Val-d'Isère nella medesima specialità, senza completare la prova. L'8 dicembre 2017 ha colto a Trysil in slalom gigante la sua prima vittoria, nonché primo podio, in Coppa Europa e al termine di quella stagione 2017-2018 si è aggiudicato il trofeo continentale.
Il 9 gennaio 2022 ha conquistato la prima vittoria, nonché primo podio, in Coppa del Mondo, nello slalom speciale disputato sulla Chuenisbärgli di Adelboden, e ai successivi XXIV Giochi olimpici invernali di Pechino 2022, suo esordio olimpico, ha vinto la medaglia d'oro nella combinata (eguagliando il risultato ottenuto dal padre a Calgary 1988) e nella gara a squadre e quella d'argento nello slalom speciale. Ai Mondiali di Courchevel/Méribel 2023 non ha completato la combinata.

## Palmarès

### Olimpiadi
- 3 medaglie:
  - 2 ori (combinata, gara a squadre a Pechino 2022)
  - 1 argento (slalom speciale a Pechino 2022)

### Mondiali juniores
- 1 medaglia:
  - 1 bronzo (supergigante a Roccaraso 2012)

### Coppa del Mondo
- Miglior piazzamento in classifica generale: 34º nel 2022
- 1 podio (in slalom speciale):
  - 1 vittoria

#### Coppa del mondo - vittorie
| Data           | Località  | Paese    | Specialità |
| -------------- | --------- | -------- | ---------- |
| 9 gennaio 2022 | Adelboden | Svizzera | SL         |

Legenda:

SL = slalom speciale

### Coppa Europa
- Vincitore della Coppa Europa nel 2018
- 5 podi:
  - 4 vittorie
  - 1 secondo posto

#### Coppa Europa - vittorie
| Data            | Località  | Paese    | Specialità |
| --------------- | --------- | -------- | ---------- |
| 8 dicembre 2017 | Trysil    | Norvegia | GS         |
| 9 dicembre 2017 | Trysil    | Norvegia | GS         |
| 25 gennaio 2018 | Chamonix  | Francia  | SL         |
| 2 febbraio 2018 | Sarentino | Italia   | KB         |

Legenda:

GS = slalom gigante

SL = slalom speciale

KB = combinata

### Nor-Am Cup
- Miglior piazzamento in classifica generale: 55º nel 2016
- 1 podio:
  - 1 secondo posto

### Australia New Zealand Cup
- Miglior piazzamento in classifica generale: 10º nel 2020
- 3 podi:
  - 3 secondi posti

### Far East Cup
- Miglior piazzamento in classifica generale: 20º nel 2016
- 2 podi:
  - 2 terzi posti

### Campionati austriaci
- 9 medaglie:
  - 4 ori (slalom gigante, slalom speciale nel 2017; slalom gigante nel 2019; discesa libera nel 2023)
  - 3 argenti (slalom gigante nel 2018; slalom gigante nel 2020; slalom speciale nel 2022)
  - 2 bronzi (slalom gigante nel 2016; slalom speciale nel 2018)